# Benzil
Benzil ist aromatisch substituierter Vertreter der 1,2-Diketone, die wegen zweier konjugierter Chromophore meist gelb gefärbt sind und somit als eine der einfachsten farbigen Verbindungen gelten.

## Gewinnung und Darstellung
Benzil kann durch eine Benzoin-Addition von Benzaldehyd und anschließende Oxidation des Benzoins durch Kupfersulfat gewonnen werden. Eine weitere Herstellvariante ist die Oxidation von Diphenylethin mittels Peroxomonophosphorsäure.

## Eigenschaften

### Physikalische Eigenschaften

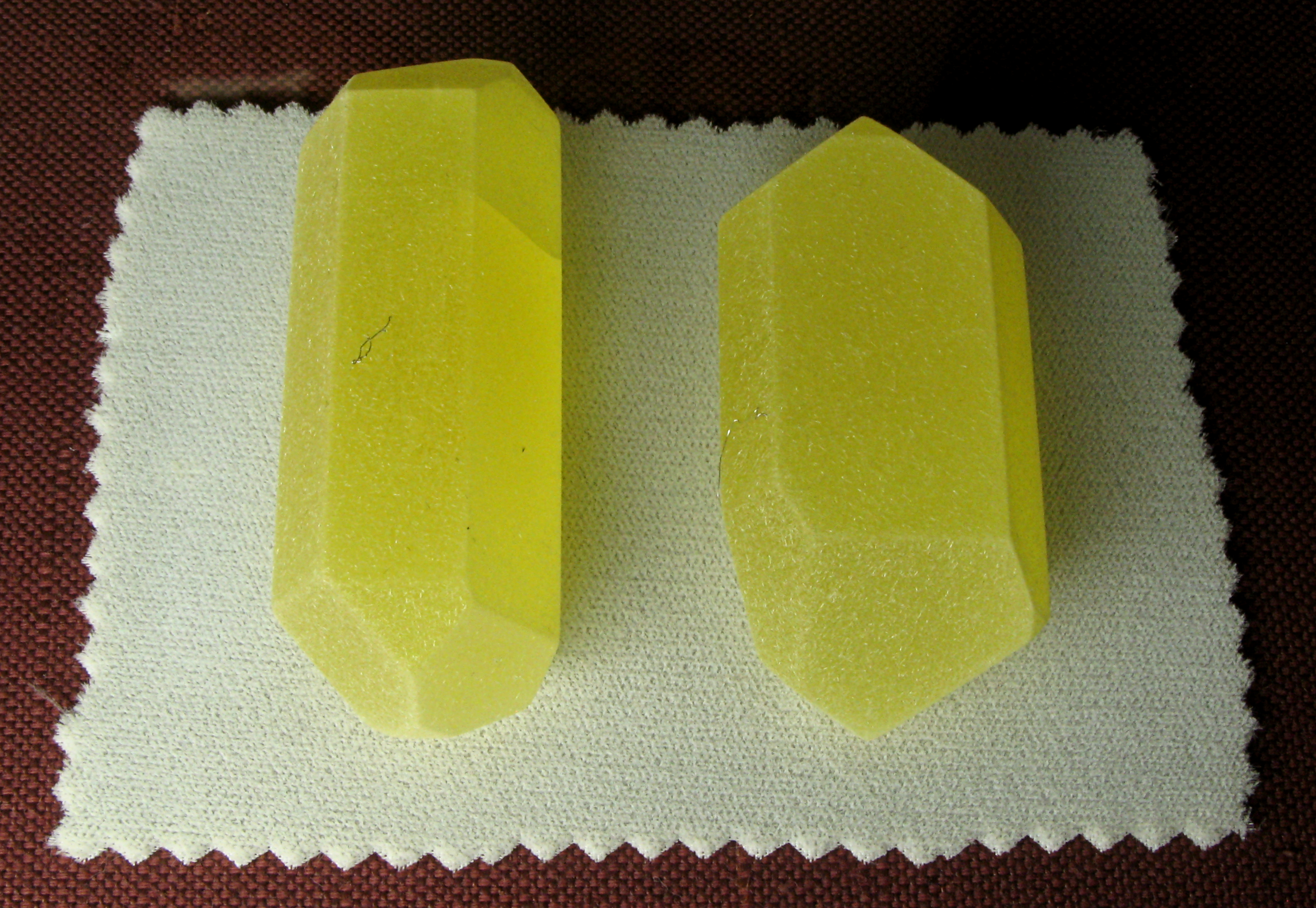
Gelbe Zuchtkristalle aus Benzil, ausgestellt im GeoMuseum Köln

Benzil ist ein kristalliner Feststoff, der in zwei polymorphen Kristallformen auftreten kann. Unterhalb von −189 °C existiert die Kristallform II, oberhalb dieser Temperatur die Kristallform I. Die Umwandlungsenthalpie des Festphasenübergangs beträgt 0,0441 kJ·mol−1. Die Kristallform I schmilzt bei 95 °C mit einer Schmelzenthalpie von 23,556 kJ·mol−1. Die Verbindung siedet unter einem reduzierten Druck von 16 mbar bei 188 °C. Die Dampfdruckfunktion ergibt sich nach Antoine entsprechend log10(P) = A−(B/(T+C)) (P in bar, T in K) mit A = 4,79729, B = 2780,085 und C = −39.436 im Temperaturbereich von 401,6 bis 620 K. Die Wärmekapazität des Feststoffes beträgt bei 25 °C 245,7 J·mol−1·K−1 bzw. 1,167 J·g−1·K−1.

### Chemische Eigenschaften
Benzil ist Ausgangsstoff für die Benzilsäure-Umlagerung. Eine Reduktion führt unter verschiedenen Versuchsbedingungen zu unterschiedlichen Produkten. Die Reduktion mittels Zinn und Salzsäure führt zum Desoxybenzoin, mittels Zink und Quecksilber zum Stilben. Eine durch Nickel katalysierte Reduktion ergibt 1,2-Diphenylethan.

## Verwendung
Benzil wird als Zwischenprodukt bei organischen und pharmazeutischer Synthesen und als Photoinitiator für bestimmte Polymerreaktionen verwendet. Einkristalle der Verbindung werden in der Piezoelektrik und Elektrooptik verwendet.

## Sicherheitshinweise
Benzil reizt die Augen, die Haut und die Atemwege. Die Reizung kann bis zur Entzündung führen. Die Dämpfe sind leicht toxisch und sollten nicht eingeatmet werden.